# Combat de Niafunké
Guerre du Mali
Batailles
Le combat de Niafunké se déroule lors de la guerre du Mali. La ville subit une attaque des rebelles du MNLA.

## Déroulement
Le mardi 31 janvier 2012, vers 6 h 45, des éléments du Mouvement national pour la libération de l'Azawad (MNLA) attaquent le cantonnement militaire de Niafunké. Les rebelles attaquent d'abord le camp, ou un militaire est tué, puis tendent des embuscades aux renforts venus secourir les défenseurs du camp. Des hélicoptères sont également engagés. Après plusieurs heures de combats, l'attaque est finalement repoussée. Plusieurs soldats maliens ont été tués, dont un capitaine, six sont blessés. Deux jeunes lycéens sont également tués, victimes de balles perdues. Du côté des rebelles, les pertes seraient de 5 morts.